# Regatul Italiei (Sfântul Imperiu Roman)
Regatul Italiei (în latină Regnum Italiae sau Regnum Italicum, în italiană Regno d'Italia, în germană Königreich Italien), numită de asemenea și Italia Imperială (în germană Reichsitalien), a fost unul dintre regatele constitutive ale Sfântului Imperiu Roman, alături de regatele Germaniei, Boemiei și Burgundiei. Cuprindea nordul și centrul Italiei, dar excludea Republica Venețiană și Statele Papale. Capitala sa originală a fost Pavia până în secolul al XI-lea.